# Anthepiscopus
Anthepiscopus Becker, 1891, è un genere di insetti dell'ordine dei Ditteri (Brachycera: Muscomorpha). Inquadrato nella superfamiglia degli Empidoidea, comprende 12 specie distribuite fra il Nordamerica, l'Europa e l'Australia.
Il genere, affine a Iteaphila, comprende insetti che allo stadio adulto hanno un regime dietetico glicifago e si nutrono di nettare. Morfologicamente si differenzia dagli Iteaphila per il ramo R4+5 della radio indiviso.

## Sistematica e filogenesi
Storicamente, il genere era compreso nella famiglia degli Empididae. Questo inquadramento sistematico è ancora oggi considerato da diversi Autori, ma alla luce della riscontrata natura parafiletica degli Empididae sensu lato, la collocazione di Anthepiscopus rientra nell'ambito del quadro di incertezze relative ad alcuni gruppi di generi della superfamiglia Empidoidea.
Chvála (1976) definì, nell'ambito degli Empididae, la sottofamiglia Oreogetoninae, includendovi Anthepiscopus e altri generi. Questo inquadramento sistematico è ancora oggi sostenuto dall'Autore. Sinclair & Cumming (2006), analizzando le relazioni filogenetiche nell'ambito degli Empidoidea, hanno scorporato la famiglia degli Empididae sensu Chvála separandone alcuni gruppi sistematici. Nel caso specifico sottolineano il carattere polifiletico degli Oreogetoninae e vi individuano una delle cause che rendono parafiletica la famiglia degli Empididae. Nella loro proposta di classificazione degli Empidoidea, Sinclair & Cumming separano il genere Anthepiscopus, mettendolo in stretta relazione filogenetica con il genere Iteaphila, anch'esso appartenente agli Oreogetoninae sensu Chvála. Il raggruppamento Iteaphila+Anthepiscopus, denominato da Sinclair & Cumming Iteaphila group, non ha carattere tassonomico e viene collocato come incertae sedis nell'ambito della superfamiglia Empidoidea. L'inquadramento sistematico come incertae sedis è adottato da diverse fonti, per lo più extraeuropee, fra cui il BioSystematic Database of World Diptera e i cataloghi che ad esso fanno riferimento. I cataloghi europei fanno invece sostanziale riferimento all'inquadramento storico, includendo Anthepiscopus fra gli Empididae.
Sono state descritte 12 specie:
- Anthepiscopus antipodus Bezzi, 1904
- Anthepiscopus caelebs Becker, 1891
- Anthepiscopus flavicoxa Melander, 1927
- Anthepiscopus flavipilosus (Coquillett, 1900)
- Anthepiscopus hirsutus Melander, 1927
- Anthepiscopus longipalpis Melander, 1927
- Anthepiscopus nuptus Melander, 1927
- Anthepiscopus oedalinus (Zetterstedt, 1838)
- Anthepiscopus polygynus Melander, 1927
- Anthepiscopus ribesii Becker, 1891
- Anthepiscopus stentor (Melander, 1902)
- Anthepiscopus zontaki (Nowicki, 1870)

## Distribuzione
Il genere è rappresentato prevalentemente nella regione neartica, ad eccezione di A. antipodus, segnalato in Australia e altre quattro specie segnalate nel Paleartico occidentale.
In Europa sono segnalate le quattro specie paleartiche: A. caelebs, A. oedalinus, A. ribesii e A. zontaki. Di queste sono segnalate in Italia, limitatamente al Nord, le specie A. caelebs e A. ribesii.